# Vranovice (Příbrami járás)
Vranovice település Csehországban, a Příbrami járásban. Vranovice Sedlice, Láz, Rožmitál pod Třemšínem és Vysoká u Příbramě településekkel határos. Lakosainak száma 342 fő (2024. január 1.).

## Népesség
A település lakosságának változását az alábbi diagram mutatja:
| Lakosok száma | 558  | 634  | 547  | 418  | 292  | 248  | 307  | 311  | 330  | 342  |
|               | 1869 | 1890 | 1921 | 1950 | 1980 | 2001 | 2017 | 2019 | 2022 | 2024 |